# Marsilio Ficino

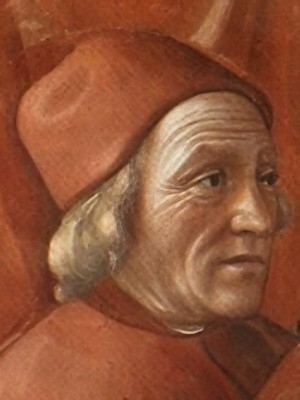
Marsilio Ficino – Detail aus einem Fresko von Domenico Ghirlandaio in der Cappella Tornabuoni in Santa Maria Novella in Florenz

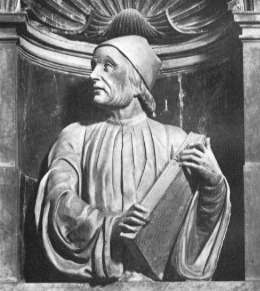
Büste Ficinos von Andrea Ferrucci im Dom von Florenz, 1521

Marsilio Ficino (latinisiert Marsilius Ficinus; * 19. Oktober 1433 in Figline Valdarno; † 1. Oktober 1499 in Careggi, heute ein Stadtteil von Florenz) war ein italienischer Humanist, Philosoph, Übersetzer (insbesondere von Platon und Plotin) und Arzt.
Er gehört zu den bekanntesten Persönlichkeiten des Renaissancehumanismus in Florenz. Mit seinen Übersetzungen und Kommentaren trug er maßgeblich zur Kenntnis Platons und des Platonismus in seiner Epoche bei und machte dem lateinischsprachigen Publikum Schriften antiker griechischsprachiger Autoren zugänglich. Sein vom Neuplatonismus Plotins geprägtes Platon-Verständnis wurde für die Frühe Neuzeit wegweisend. Die ihm von der Nachwelt zugeschriebene Rolle des Leiters einer „Platonischen Akademie“ in Florenz hat er allerdings nicht gespielt. Es gab damals keine Einrichtung dieses Namens, sondern nur einen informellen, dem Haus Medici nahestehenden Kreis seiner Schüler, die er „Akademiker“ nannte, ohne institutionellen Rahmen.

## Leben und Werke

### Jugend und Ausbildung

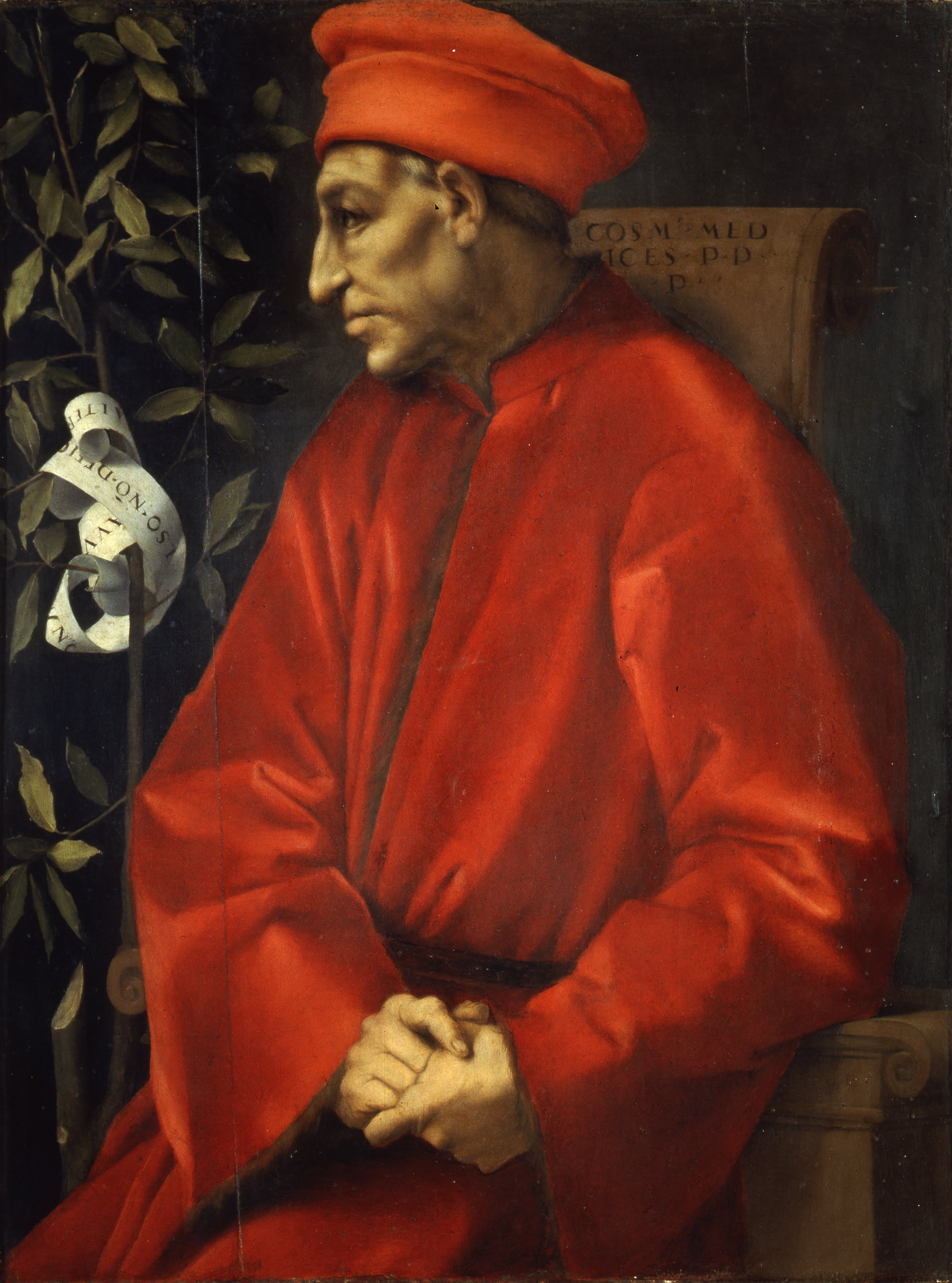
Bildnis des Cosimo de’ Medici von Jacopo da Pontormo, um 1518

Marsilio Ficino wurde am 19. Oktober 1433 in Figline (etwa 25 km südöstlich von Florenz) geboren. Er wuchs in Florenz auf. Sein Vater, Diotifeci d’Agnolo di Giusto, war Leibarzt des berühmten Florentiner Staatsmanns Cosimo de’ Medici. Der Name Ficino ist von Fecino, einem Diminutiv von Diotifeci, abgeleitet. Als fast Sechzigjähriger berichtete Ficino aus seiner Kindheit, Cosimo sei auf dem Konzil von Florenz dem byzantinischen Gelehrten Georgios Gemistos Plethon begegnet, der ihn für den Platonismus gewonnen habe. Cosimo sei vom Auftreten des byzantinischen Platonikers so beeindruckt gewesen, dass er beschlossen habe, nach dem Vorbild von Platons Schule in Athen, der Platonischen Akademie, in Florenz eine Akademie zu gründen. Schon damals habe Cosimo den erst sechsjährigen Ficino für eine Rolle in diesem Projekt ausersehen und ihn durch eine entsprechende Erziehung darauf vorbereitet. Wenn auch diese Darstellung übertrieben sein mag, ist doch von einem frühzeitigen Kontakt des jungen Florentiners mit dem von Plethon in Italien propagierten Platonismus auszugehen. Er schreibt, er sei schon von Kindheit an „dem göttlichen Platon gefolgt“.
Ficino studierte in Florenz die Artes liberales und Medizin. Zu seinen Lehrern gehörten der Humanist Cristoforo Landino und der scholastisch gesinnte Aristoteles-Kommentator Niccolò Tignosi, der theoretische Medizin und aristotelische Philosophie unterrichtete. In dieser Zeit eignete sich Ficino eine gute Beherrschung der scholastischen Methode und Terminologie an, die sich später in seinen Werken zeigte, und erwarb fundierte Aristoteles-Kenntnisse. Ferner beschäftigte er sich mit Lukrez, den er zeitweilig schätzte; im Jahr 1457 verfasste er einen Lukrez-Kommentar, den er später verbrannte. In dem Brief De divino furore zitierte er im Dezember 1457 zustimmend den mittelalterlichen Denker David von Dinant, einen Pantheisten, von dessen Lehre er sich später distanzierte. Somit zeigte er damals Offenheit für Konzepte, die mit der kirchlichen Glaubenslehre unvereinbar waren. Sein Hauptinteresse galt aber schon in seiner Studienzeit der Lehre Platons. Diese stellte er 1456 in einem Kompendium mit dem Titel Institutiones ad Platonicam disciplinam knapp zusammenfassend dar. Damals konnte er aber Platon noch nicht im Original lesen und war somit auf die bescheidenen Kenntnisse angewiesen, die lateinischen Quellen zu entnehmen waren. Cosimo und Landino rieten ihm, zunächst Griechisch zu lernen. 1457 schrieb er eine Abhandlung Über die Lust, worin er die Ansichten der verschiedenen philosophischen Richtungen über die Lust beschrieb. Dann ging er laut seinem Biographen Corsi nach Bologna, um dort sein Medizinstudium fortzusetzen. Der Aufenthalt in Bologna wird allerdings in der Forschung bezweifelt. Einen Studienabschluss hat er jedenfalls nicht erreicht, doch praktizierte er später als Arzt.

### Erschließung antiker Quellen

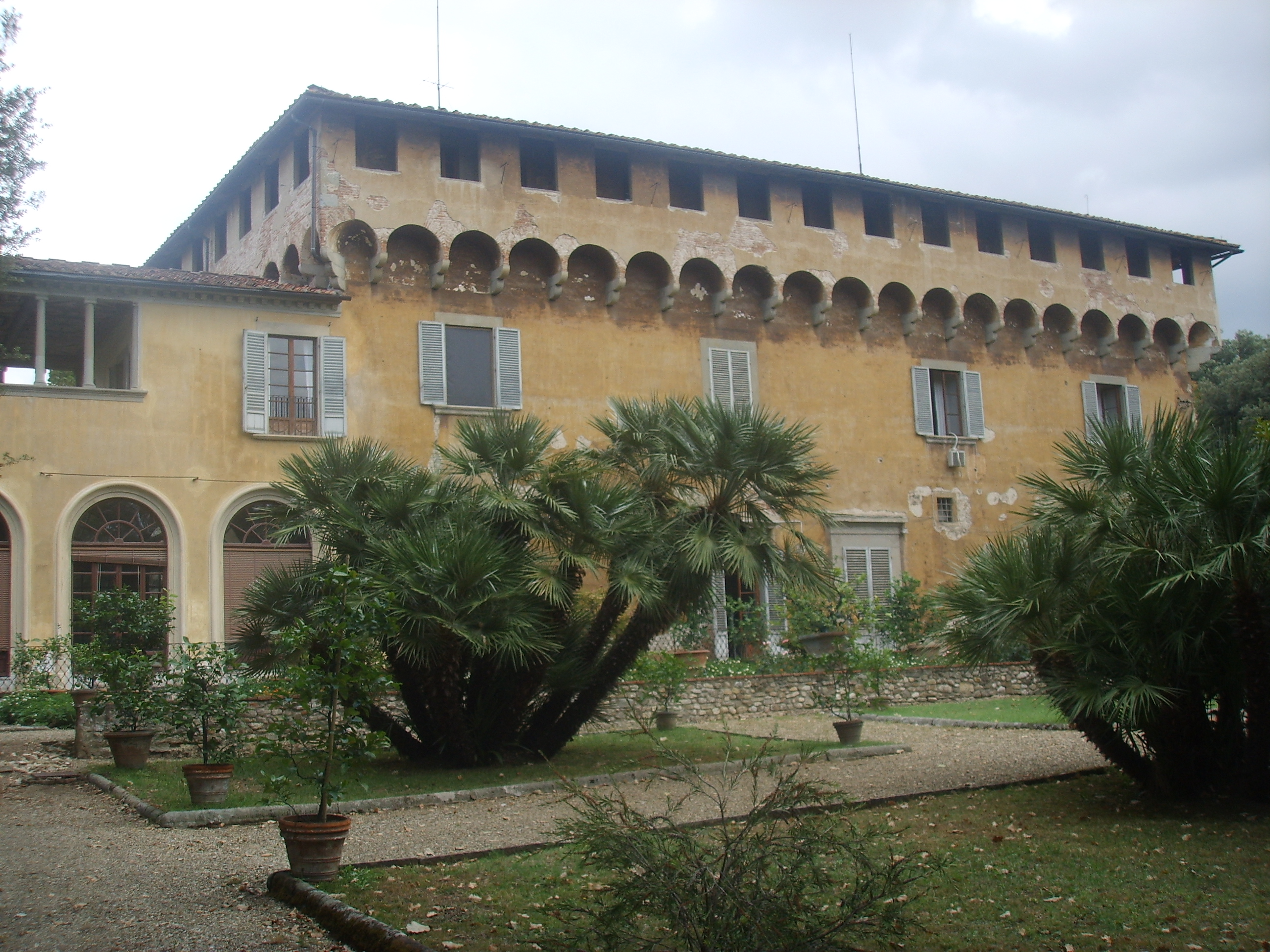
Die Villa Medici in Careggi

Nach der Studienzeit verbrachte Ficino den Rest seines Lebens in der Heimat, wo ihn Cosimo großzügig unterstützte und ihm die materielle Basis für ein ganz der Philosophie und Theologie gewidmetes Leben verschaffte. Nach seinen eigenen Worten war ihm der Mediceer ein zweiter Vater. Cosimo schenkte ihm 1462 ein Haus in Florenz und überdies am 18. April 1463 ein bescheidenes Landhaus in Careggi, einem Ort in der Nähe von Florenz, der heute zu dieser Stadt gehört. Dort besaß Cosimo eine prächtige Villa. Ficino war weitgehend bedürfnislos und führte stets ein sehr bescheidenes Leben. Er konzentrierte sich auf sein Ziel, die Erschließung der Hauptquellen zum antiken Platonismus, die in Westeuropa zugänglich geworden waren, als während und nach dem Untergang des Byzantinischen Reichs zahlreiche griechische Handschriften antiker Texte nach Italien gelangten. Nach Cosimos Tod (1464) erfreute sich Ficino weiterhin der Gunst der führenden Angehörigen des Geschlechts der Medici. Erst übernahm Cosimos Sohn Piero il Gottoso als neues Familienoberhaupt die Förderung von Ficinos Arbeit; ab 1469 war Pieros Sohn und Nachfolger Lorenzo de’ Medici der neue Mäzen des Humanisten. Zu allen drei Wohltätern hatte Ficino ein enges, vertrauensvolles Verhältnis.

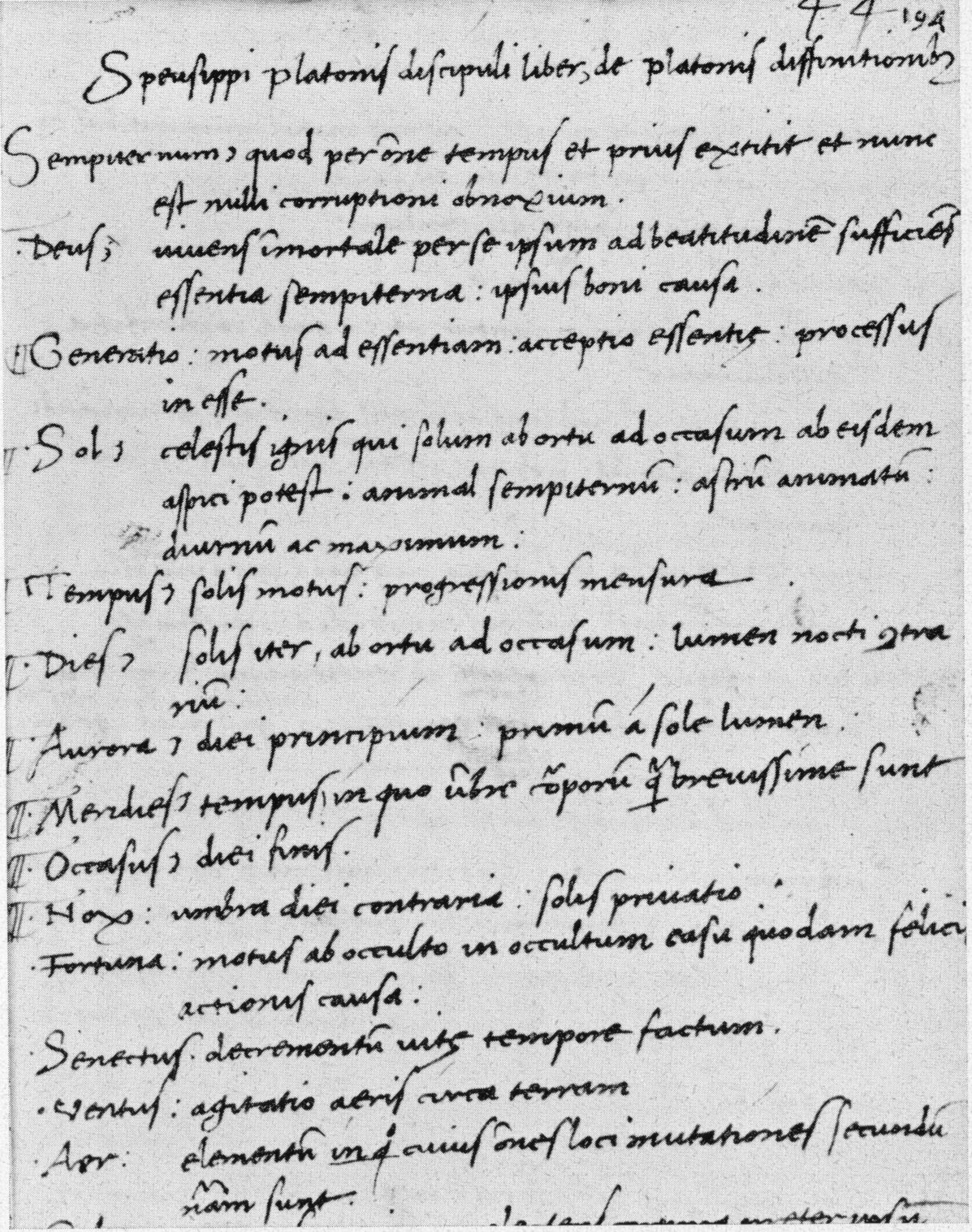
Ficinos Übersetzung der pseudoplatonischen Horoi (Autograph). Paris, Bibliothèque Nationale, Suppl. gr. 212, fol. 194r

Zunächst war Ficinos Hauptaufgabe die Erstellung der von Cosimo gewünschten ersten vollständigen lateinischen Übersetzung der Dialoge Platons. Zehn Dialoge konnte er noch zu Lebzeiten des Auftraggebers vorlegen; wenige Tage vor Cosimos Tod las er ihm daraus vor. Weitere neun Dialoge widmete er Cosimos Sohn Piero. 1484 erschien die gesamte Platonübersetzung im Druck. Zu einigen Dialogen äußerte er sich in eigenen kommentierenden Schriften. Da die Liebe samt ihren Wirkungen auf die Seele ihn besonders interessierte, befasste er sich eingehend mit Platons diesem Thema gewidmetem Dialog Symposion. Seinen Symposion-Kommentar (Commentarium in convivium Platonis de amore), der eines seiner berühmtesten Werke wurde, gestaltete er als Dialog mit sieben Teilnehmern, welche die Reden in Platons Symposion erläutern. Den Anlass soll ein Bankett geboten haben, das zu Platons Geburtstag in der Villa der Medici stattfand. Dieses Werk, in dem Ficino einen Kernbestandteil seiner Weltanschauung darstellt, übersetzte er auch ins Italienische. Außerdem kommentierte er Platons Dialoge Parmenides, Sophistes, Philebos, Timaios und Phaidros. 1496 veröffentlichte er eine Ausgabe seiner gesammelten Platon-Kommentare (mit Ausnahme des Symposion-Kommentars, der schon 1484 erschienen war).
In dem jungen Gelehrten Giovanni Pico della Mirandola fand Ficino einen Geistesverwandten. Dieser teilte manche seiner Grundüberzeugungen, aber widersprach ihm auch heftig. Pico regte ihn 1484 dazu an, die Enneaden des antiken Neuplatonikers Plotin zu übersetzen. Nach zwei Jahren war diese Arbeit beendet; anschließend widmete sich Ficino der Plotin-Kommentierung. Das gesamte Ergebnis dieser Bemühungen wurde 1492 gedruckt. Damit wurde die Lehre dieses Philosophen, die bisher in der lateinischsprachigen Welt nur auf indirekten Wegen nachgewirkt hatte, erstmals breiteren Kreisen zugänglich. Überdies übersetzte und kommentierte Ficino weiteres antikes Schrifttum, das großenteils der Tradition des Platonismus, Neuplatonismus und Pythagoreismus entstammte. Zu den Werken, die er den lateinischsprachigen Gelehrten zugänglich machte, gehörten auch die traditionell dem mythischen Hermes Trismegistos zugeschriebenen Schriften, die das Corpus Hermeticum bilden. Diese Traktate, deren Übersetzung ins Lateinische er 1463 im Auftrag Cosimos abschloss, betrachtete er als eine ägyptische Variante der platonischen Weisheitslehre. Neben Plotin machte er auch spätere Neuplatoniker bekannt; er übersetzte einzelne ihrer Werke (darunter einen Traktat des Iamblichos, der unter dem Titel Über die Mysterien der Ägypter bekannt ist) oder veröffentlichte Auszüge in lateinischer Übersetzung (so verfuhr er mit Schriften von Porphyrios, Synesios und Proklos). Außerdem übersetzte er zwei Schriften des außerordentlich einflussreichen spätantiken christlichen Neuplatonikers Pseudo-Dionysius Areopagita, Über die mystische Theologie und Über die göttlichen Namen, ins Lateinische und Dantes staatstheoretisches Werk De monarchia ins Italienische.

### Erneuerung und Verbreitung des Platonismus

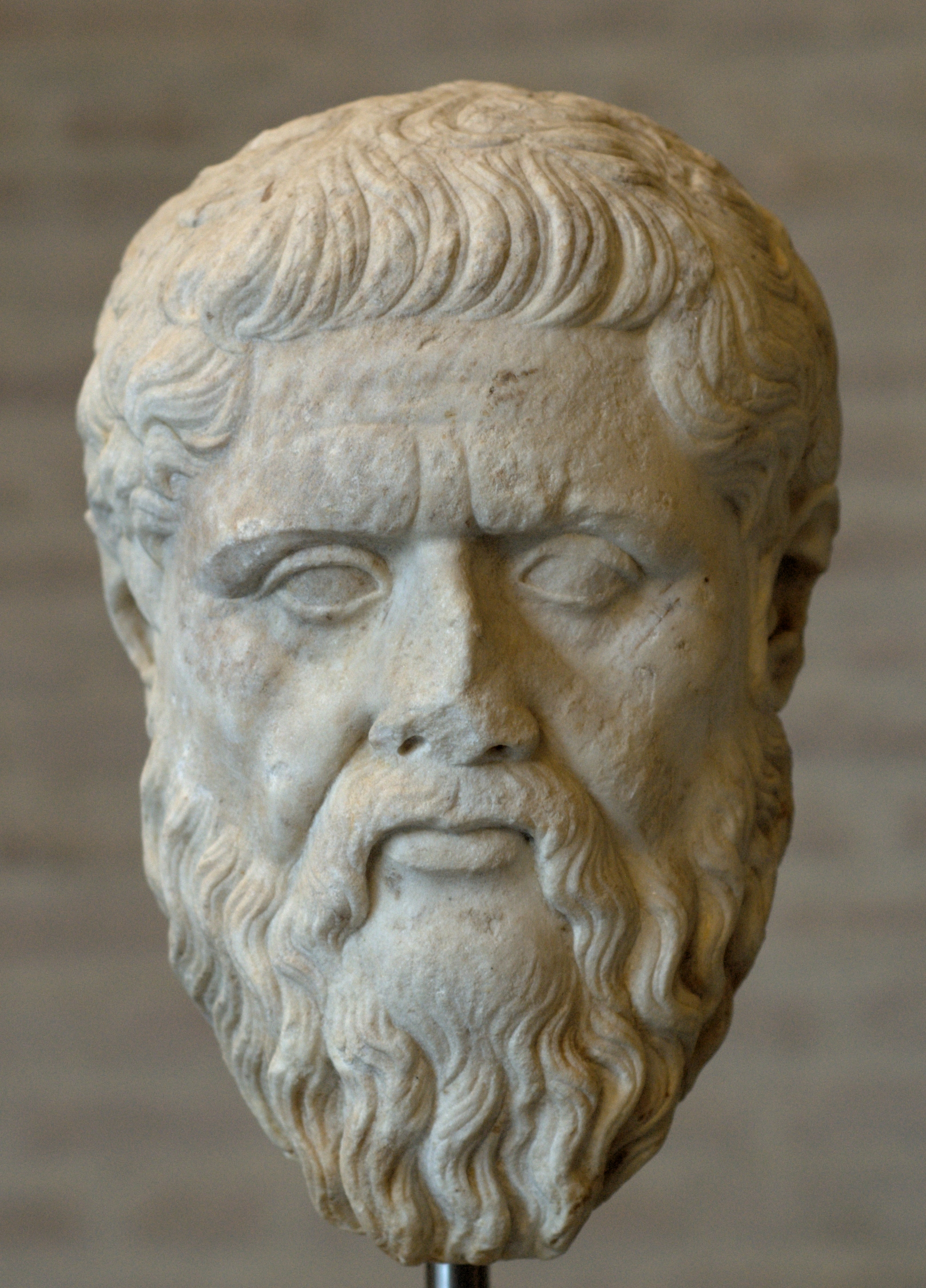
Platon. Römische Kopie des griechischen Porträts von Silanion, Glyptothek München

Ficino war nicht wie zahlreiche Renaissance-Humanisten in erster Linie schöngeistiger Literat, Philologe und Kulturhistoriker. Denn sein Interesse richtete sich weniger auf die sprachliche Form der antiken Werke als auf ihren philosophischen Gehalt. Sein Hauptanliegen war eine zeitgemäße Erneuerung der antiken Philosophie. Deren Kern bildete für ihn die Lehre Platons, die er im Sinne der von Plotin begründeten neuplatonischen Tradition deutete. Wie schon viele mittelalterliche Denker, aber auf weitaus breiterer und soliderer Quellenbasis als sie, bemühte er sich um ein Verständnis des antiken Platonismus, das diesen harmonisch mit den Grundüberzeugungen des Christentums verbinden sollte. Mit seinem Streben nach einem konsistenten metaphysischen Weltbild, in dem theologische und philosophische Aussagen zu einer unauflöslichen Einheit verschmelzen sollten, reihte er sich in die stärker christlich geprägte Strömung des Humanismus ein. Neben seiner Übersetzer- und Kommentierungstätigkeit verfasste er auch Abhandlungen, welche der systematischen Darstellung und Begründung seines (neu)platonisch-christlichen Lehrgebäudes dienen sollten. Hierzu gehörte vor allem sein philosophisch-theologisches Hauptwerk, die 1474 abgeschlossene, 1482 gedruckte Theologia Platonica („Platonische Theologie“). Mit diesem Titel, den er von einem Werk des spätantiken Neuplatonikers Proklos übernahm, deutete er sein Programm an, das auf eine Synthese von Philosophie und Theologie abzielte, auf eine stimmige, gleichermaßen christliche und platonische, für Humanisten plausible Weltdeutung.
Zur Umsetzung dieses Vorhabens bemühte sich Ficino unablässig um die Verbreitung seiner Ideen. Diesem Zweck dienten in Florenz seine Vorträge über christlichen Platonismus, die er in der Kirche Santa Maria degli Angeli und später auch in der Domkirche hielt. Auf europäischer Ebene verfolgte er sein Ziel mittels seiner ausgedehnten Korrespondenz mit einer Vielzahl bedeutender Persönlichkeiten des geistigen Lebens. Diese lateinischen Briefe waren nicht nur für die jeweiligen Empfänger bestimmt, sondern auch für die Öffentlichkeit; Ficino sammelte sie, 1495 wurden sie gedruckt.
Unzutreffend ist die jahrhundertelang verbreitete Behauptung, in Careggi sei auf Veranlassung Cosimos eine von Ficino geleitete „Platonische Akademie“ gegründet worden. Diese Annahme, die noch heute in vielen Nachschlagewerken zu finden ist, ist von der neueren Forschung als falsch erwiesen worden. In Wirklichkeit ist die Bezeichnung „Platonische Akademie“ für Ficinos Freundeskreis eine Erfindung des 17. Jahrhunderts, und den Begriff „Akademiker“ verwendete er zur Bezeichnung seiner zahlreichen Schüler, ohne damit die Vorstellung eines institutionellen Rahmens zu verbinden. Von den Persönlichkeiten, die er unter seine „Akademiker“ einreihte, teilten nur relativ wenige seine Begeisterung für Platon und seine Feindseligkeit gegen den zeitgenössischen Aristotelismus.

### Medizinisches Werk

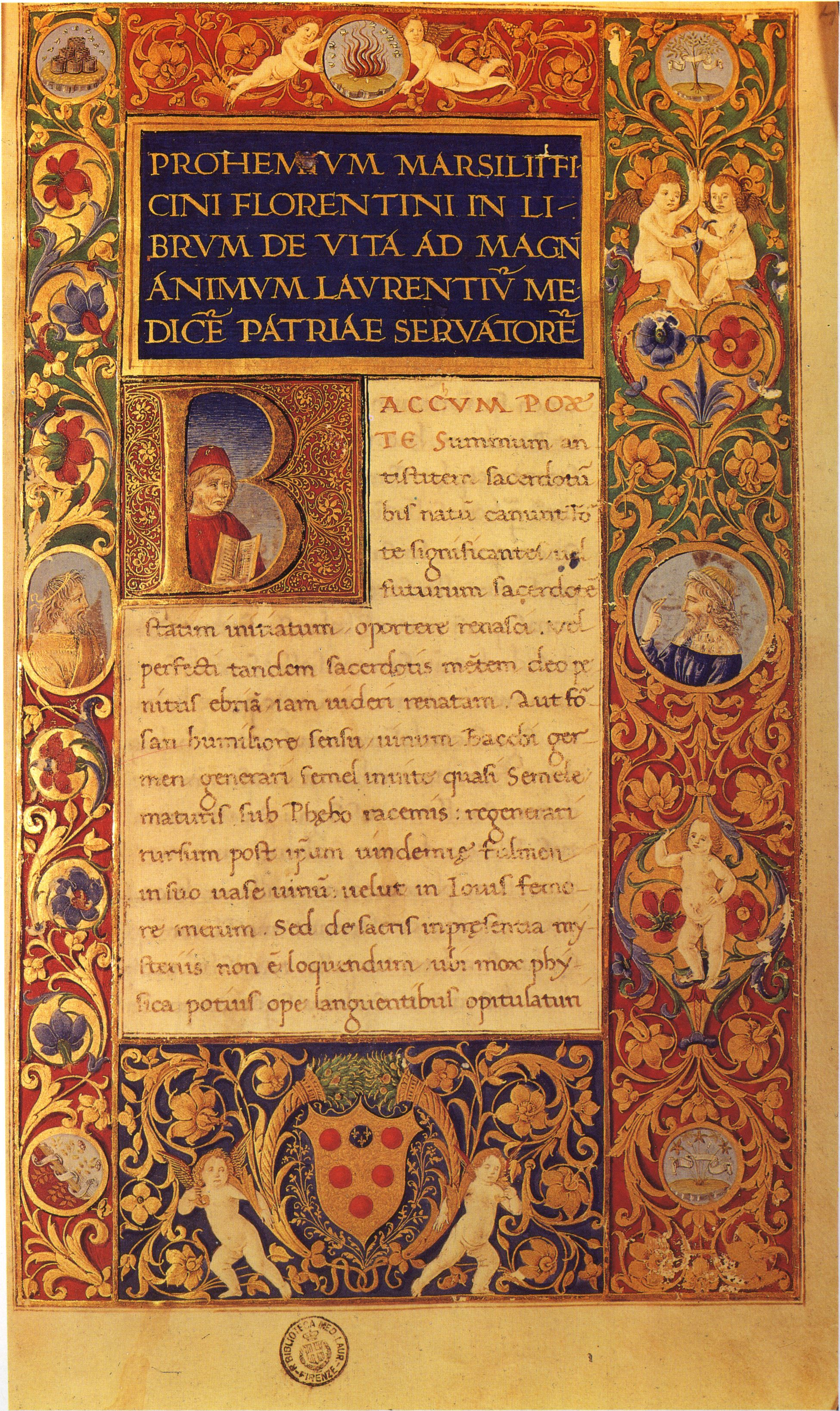
Ficinos Vorwort zu seinem Spätwerk De vita in der 1489 geschriebenen Handschrift Florenz, Biblioteca Medicea Laurenziana, Plut. 73.39, fol. 4r

Ficino befasste sich auch mit Gesundheitsfragen. So stammt von ihm eine Oratio de laudibus medicinae. Im Jahr 1482 verfasste er das Buch De studiosorum sanitate tuenda („Über die Erhaltung der Gesundheit der Gelehrten“), eine auch außerhalb Italiens Verbreitung gefundene Abhandlung über die Diätetik für zur Melancholie neigende, geistig hochbegabte und schöpferische Menschen. Er schrieb in italienischer Sprache einen Ratgeber gegen die Pest mit dem 1479 herausgegebenen Titel Consiglio contro la pestilenzia („Rat gegen die Seuche“, lateinische Übersetzung: Epidemiarum antidotus) und die Lorenzo de’ Medici gewidmete 1489 erstmals publizierte Abhandlung De vita libri tres („Drei Bücher über das Leben“; der oft genannte Titel De triplici vita ist gemäß Kristeller nicht authentisch).

### „De vita libri tres“
De vita libri tres („Drei Bücher über das Leben“), kurz De vita, ist eine dreiteilige Abhandlung speziell über die Gesundheit des Gelehrten, der (von arabischen Lehrbüchern der Medizin des 10. und 11. Jahrhunderts und dem Erfurter Kartäuserregimen aus der ersten Hälfte des 15. Jahrhunderts abgesehen) erste für eine einzelne soziale Gruppe bestimmte umfassende Gesundheitsratgeber und befasst sich insbesondere mit der Diätetik.
Besonderes Augenmerk richtet Ficino im ersten, um 1482 verfassten Buch seiner wirkungsträchtigen Gesundheitslehre auf die Gesundheit der Literaten (das heißt „derer, die sich den Wissenschaften widmen“) und das bei diesen vorherrschende melancholische (schwarzgallige) Temperament. Ein Übermaß an „schwarzer Galle“ ist nach seiner Überzeugung ein Berufsleiden der geistig Arbeitenden, das er auf deren starke Gehirnaktivität zurückführt. Sich selbst zählt er auch zu den Melancholikern. Die Ratschläge für eine gesunde Lebensführung enthalten unter anderem genaue Diätvorschriften.
Im zweiten der drei Bücher erörtert er die Frage, wie man als Gelehrter bei guter Gesundheit ein hohes Alter erreichen kann.
Diesem „makrobiotischen“ Traktat folgt das magische Praktiken und vor allem Astrologie bzw. Astromedizin (genannt auch astrologische Medizin und Iatroastrologie) behandelnde, den Menschen und die Medizin (unter Einbezug der magia naturalis) in neuplatonisch-kosmologische Zusammenhänge stellende dritte Buch De vita coelitus comparanda, wodurch sich Ficino, obwohl er sich bei seinen Ausführungen auf bekannte antike und mittelalterliche Autoritäten bezieht, mit der Veröffentlichung (1489) einen Häresieverdacht zuzog. Das in der Renaissance außerordentlich populäre Werk wurde bis 1647 rund dreißigmal gedruckt; hinzu kamen Drucke der Übersetzungen ins Deutsche, Französische und Italienische. Im Gegensatz zu Petrarca lobte der sich an Gentile da Foligno anlehnende Ficino die (scholastische) Medizin seiner Zeit und sah Philosophie und Medizin als sich ergänzend an.

### Neuer Akzent in den späteren Lebensjahren
1473 empfing Ficino die Priesterweihe. Er erhielt – teils schon vor der Weihe – mehrere Pfründen. 1487 wurde er Kanoniker an der Kathedrale von Florenz. Damals versuchte sein Gönner Lorenzo de’ Medici sogar vergeblich, ihn zum Bischof von Cortona erheben zu lassen. Mit der Übernahme kirchlicher Aufgaben, zu denen das Predigen gehörte, verband sich ein verstärktes Interesse Ficinos an spezifisch theologischen Themen, wobei er aber seiner platonischen Grundausrichtung treu blieb. 1474 schrieb er De Christiana religione („Über die christliche Religion“), eine Rechtfertigung des Christentums gegenüber Islam und Judentum. Darin will er das Christentum als natürliche, vernünftige Religion erweisen, die man aus philosophischer Einsicht annehmen kann. Diese Abhandlung übersetzte er selbst ins Italienische (Della religione cristiana). 
Außerdem verfasste er kleinere Schriften, in denen er seine platonische Weltsicht in christlicher theologischer Sprache formulierte, darunter De raptu Pauli („Über die Entrückung des Paulus“). In seinen letzten Lebensjahren begann er den Römerbrief zu kommentieren; dieses Werk blieb unabgeschlossen. Es war Teil eines nicht mehr verwirklichten Projekts, das Neue Testament, insbesondere die Briefe des Apostels Paulus, in platonischem Sinne auszulegen.

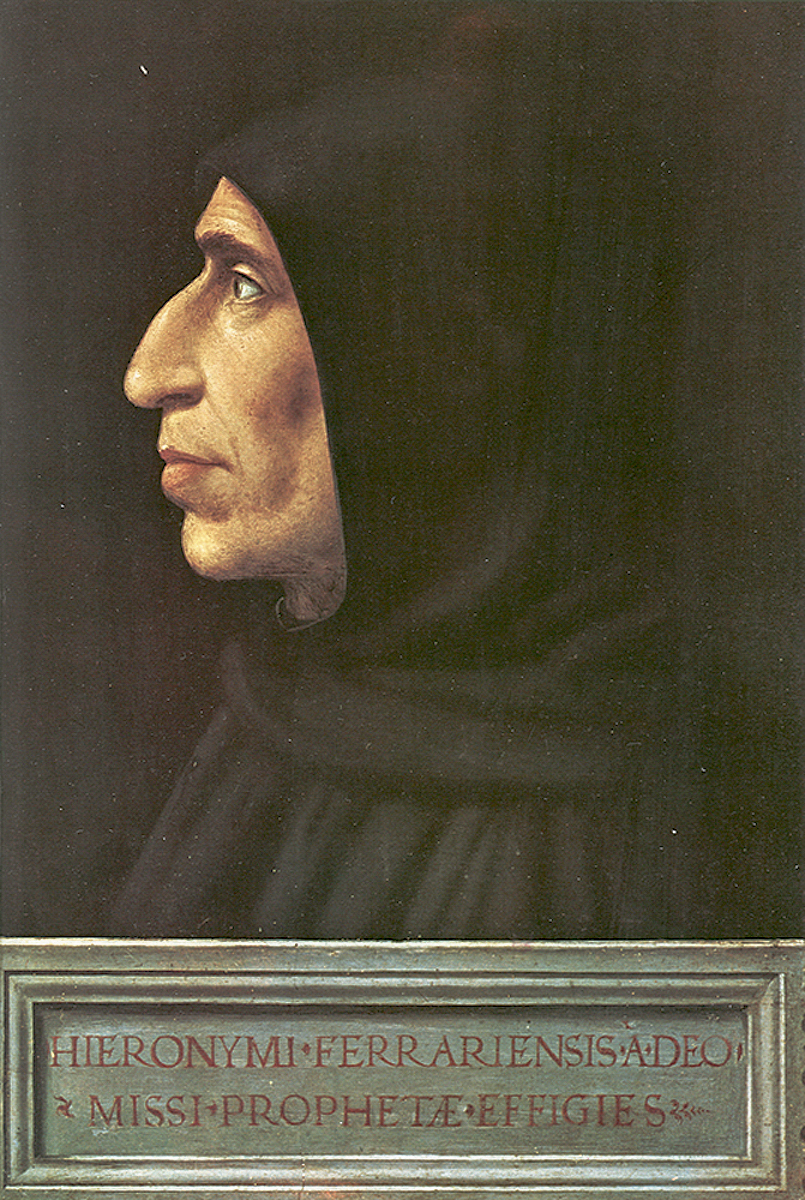
Bildnis Savonarolas von Fra Bartolomeo, um 1498

Mit dem Tod des Staatsmanns Lorenzo il Magnifico endete 1492 die Epoche, in der Florenz das bedeutendste Zentrum des humanistischen Geisteslebens in Italien war, und damit auch die lange Zeit, die für Ficinos Arbeit optimale Voraussetzungen geboten hatte. In der Folgezeit setzten schwere politische und religiöse Wirren mit gewaltsamen Auseinandersetzungen ein. Die Medici wurden aus der Stadt vertrieben, 1494 besetzte die Invasionsarmee des französischen Königs Karl VIII. Florenz, und schließlich kam mit dem Dominikanermönch Girolamo Savonarola eine scharf antihumanistische Richtung an die Macht. 
Unter diesen Verhältnissen fand Ficinos Konzept eines humanistischen Christentums in neuplatonischem Geist keinen günstigen Nährboden mehr. Daher zog er sich weitgehend aus dem öffentlichen Leben zurück. Das Auftreten des Bußpredigers Savonarola, der für eine Sittenreform warb, verfolgte er so wie andere Florentiner Humanisten und Angehörige der Oberschicht zunächst wohlwollend (Pico della Mirandola wurde sogar ein Anhänger des kulturfeindlichen Dominikaners). Ficinos anfängliches Verständnis verwandelte sich jedoch in heftige Gegnerschaft, als die Gegensätzlichkeit der Haltungen und Ziele deutlich wurde. Nach der Hinrichtung Savonarolas im Mai 1498 verfasste Ficino eine Verteidigungsschrift gegen ihn, worin er befriedigt feststellte, die göttliche Barmherzigkeit habe die Stadt erfreulicherweise kürzlich „von dieser Seuche befreit“. Am 1. Oktober 1499 starb er in seiner Villa in Careggi. Sein Epitaph befindet sich im Dom von Florenz.

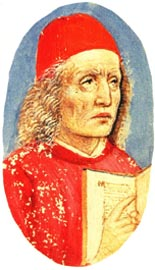
Marsilio Ficino in der Handschrift Florenz, Biblioteca Medicea Laurenziana, Plut. 82.15, fol. 1r (15. Jahrhundert)

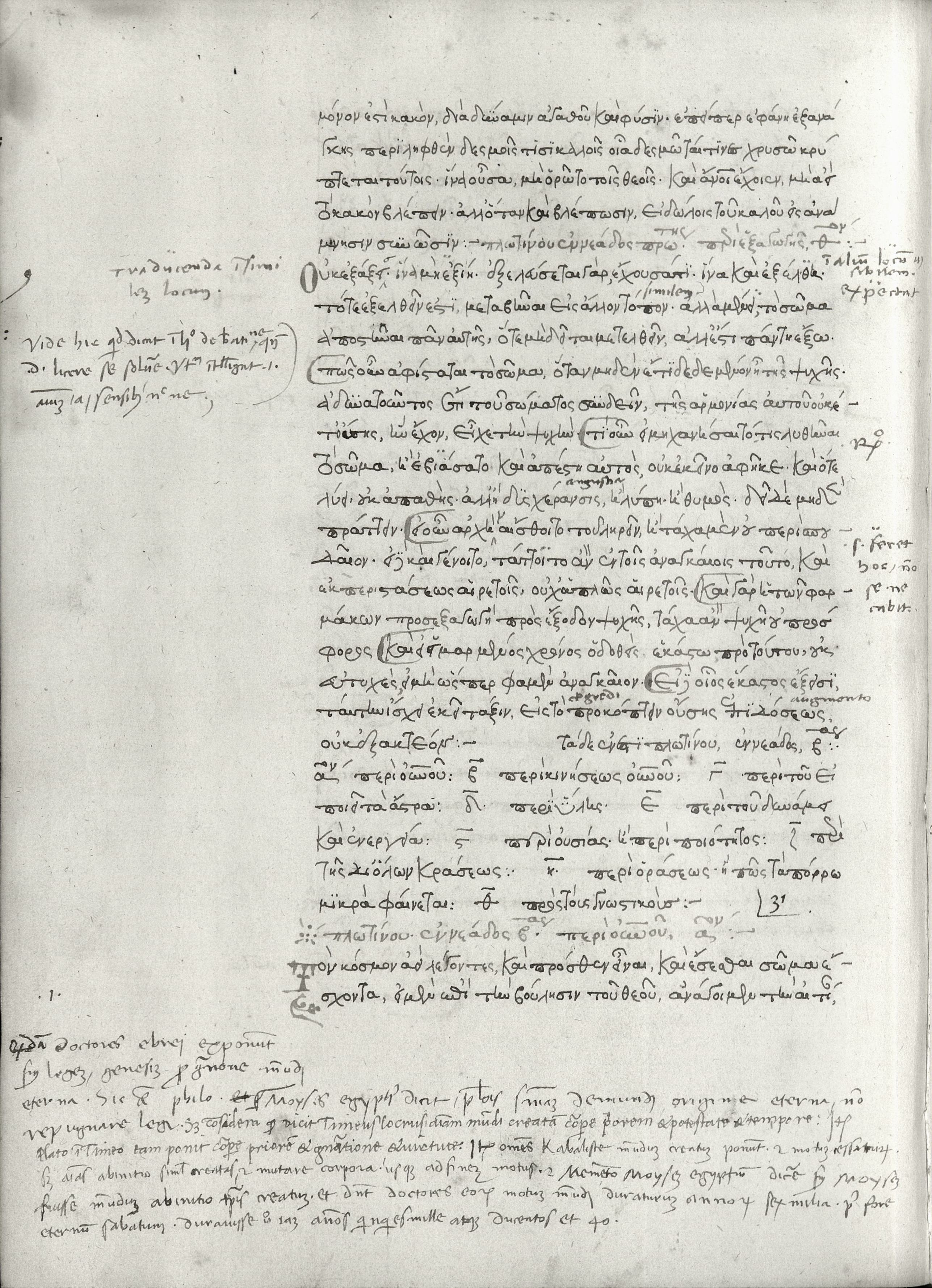
Eine Seite einer Handschrift von Plotins Enneaden mit Randnotizen Ficinos. Diese im Jahr 1460 von dem Schreiber Johannes Skutariotes angefertigte Abschrift des griechischen Textes war das Handexemplar Ficinos. Paris, Bibliothèque nationale de France, Gr. 1816

## Lehre

### Verhältnis zur Tradition
Ficinos für einen Renaissance-Humanisten untypisches Lebenswerk bestand hauptsächlich in der Errichtung eines philosophisch-theologischen Systems, in dem platonische (vor allem neuplatonische) Lehren die christlichen Glaubensinhalte untermauern sollten. Mit vielen spätantiken Neuplatonikern und auch mit Giovanni Pico della Mirandola teilte er die Überzeugung, dass es in der Metaphysik, der Kosmologie und der Anthropologie universelle Wahrheiten gibt, die im Prinzip allen Weisheitssuchern zugänglich sind. Dieser Sichtweise zufolge sind die ewigen Wahrheiten in verschiedenen Kulturen und Traditionen von den damals führenden Philosophen erkannt oder ihnen von göttlicher Seite offenbart worden, oder sie wurden den Weisheitslehrern späterer Kulturen von denen der früheren vermittelt. Demnach stimmen manche philosophische und religiöse Lehren aus verschiedenen Epochen und Weltgegenden in bestimmten objektiv zutreffenden Kernaussagen überein (natürliche Theologie). Diese Lehren werden mit Begriffen wie „alte Weisheit“ bezeichnet, ihre nichtchristlichen Verkünder als „alte Theologen“ (prisci theologi). Nach dieser Deutung der Philosophiegeschichte gibt es ein Menschheitserbe an gesichertem metaphysischem Wissen. Später, im 16. Jahrhundert, wurde dafür der Begriff Philosophia perennis geprägt.
Ficino hielt eine bestimmte Gruppe von religiös-philosophischen Strömungen (Platonismus, Pythagoreismus, Orphik, Hermetik, christlicher Neuplatonismus, Zoroastrismus) für göttlich inspiriert. Die markanten Übereinstimmungen zwischen dem christlichen Theologen Pseudo-Dionysius Areopagita und nichtchristlichen Neuplatonikern wie Plotin und Proklos, die ihn in dieser Auffassung bestärkten, beruhte auf dem Irrtum, dass Dionysius ein Schüler des Apostels Paulus gewesen sei und auf die nichtchristlichen Neuplatoniker der späten römischen Kaiserzeit eingewirkt habe. Obwohl es im 15. Jahrhundert bereits Zweifel an der Echtheit der Schriften des angeblichen Dionysius gab, wusste Ficino nicht, dass diese Werke in Wirklichkeit erst in der Spätantike entstanden sind und die Beeinflussung in der umgekehrten Richtung erfolgte. In Plotin sah er nicht nur einen legitimen Erben Platons, der dessen Lehre so authentisch wiedergebe, als ob Platon selbst durch seinen Mund redete, sondern auch einen Denker, der Platon sogar gelegentlich an Tiefe der philosophischen Einsicht übertreffe. Seine verehrungswürdigste Gestalt habe der Platonismus im Werk des Apostelschülers Dionysius erhalten. Oft berief sich Ficino auf den stark von der platonischen Gedankenwelt beeinflussten Kirchenvater Augustinus, gelegentlich auch auf Nikolaus von Kues.

### Seelenlehre
Ficinos Denken kreiste um die Seele, wobei er die menschliche Vernunftseele im Sinn hatte. Er versuchte ihr Wesen, ihre Stellung im Kosmos und ihre Bestimmung im Rahmen der Weltordnung philosophisch zu ergründen. Ein zentrales Anliegen war ihm der Nachweis ihrer individuellen Unsterblichkeit, denn mit dieser Annahme steht oder fällt sowohl die platonische Anthropologie als auch die damalige kirchliche Seelenlehre. Außerdem entsprach es dem Menschenbild seiner Epoche, der Individualität einen hohen Rang zuzuweisen und die Einzigartigkeit des individuellen menschlichen Daseins zu betonen. Die Unsterblichkeitslehre wurde zu Ficinos Lebzeiten von einem breiten Konsens der Theologen getragen, war aber noch kein verbindliches kirchliches Dogma; in diesen Rang wurde sie erst 1513 auf dem Laterankonzil erhoben. Mit seiner Verteidigung der individuellen Unsterblichkeit wandte sich Ficino gegen die Auffassung von Aristotelikern wie Alexander von Aphrodisias, die eine vom Körper unabhängige Existenz der Seele für unmöglich erklärten, und besonders gegen den Averroismus, eine im 15. Jahrhundert in Italien noch verbreitete Variante des Aristotelismus. Gegen Aristoteles selbst richtete sich diese Kritik nicht. Die Averroisten waren der Meinung, dass die menschlichen Geistseelen keine individuellen Einzelsubstanzen seien, vielmehr nur ein einziger universeller tätiger Intellekt sich überall in den Individuen manifestiere. Demnach erlischt die ohnehin nur scheinbare Individualität mit dem Tod und eine persönliche Unsterblichkeit ist ausgeschlossen. Ficinos Argumentation fußt insbesondere auf dem Gedankengang, dass die Seele Immaterielles und Ewiges (wie platonische Ideen) denkend erfassen könne; ihr Zugang zu solcher Erkenntnis setze voraus, dass sie selbst von gleicher Beschaffenheit wie diese möglichen Erkenntnisobjekte und damit unvergänglich sei. Für Ficino ist die Seele weder ausgedehnt noch zusammengesetzt noch lokalisiert; räumliche und zeitliche Bestimmungen sind nicht Eigenschaften an den Dingen, sondern seelische Kategorien.
Hinsichtlich der Stellung der Seele im hierarchisch geordneten Kosmos betont Ficino ihre vermittelnde Position in der Mitte zwischen der geistigen (metaphysischen) und der sinnlichen Welt. Diese Mittelposition bringt er durch eine Symmetrie zum Ausdruck, indem er oberhalb der Seele zwei Stufen annimmt, Gott und die reinen Geistwesen (Engel), und unterhalb von ihr ebenfalls zwei Ebenen, die Qualität und (zuunterst) die Materie. Damit weicht er von Plotins System ab, in dem eine Stufe Qualität nicht vorgesehen ist. Unter „Qualität“ versteht er eine Wirkkraft in den physischen Objekten, die deren physikalische Interaktion verursacht. Eine solche Kraft hält er für erforderlich, da er die bloße Masse als Ursache nicht ausreichend findet. Damit wendet er sich gegen den Atomismus Demokrits und der Epikureer. Die vermittelnde Rolle der Seele ergibt sich für ihn daraus, dass die Seele einerseits die Abbilder (imagines) der göttlichen Dinge und andererseits auch die Begriffe und Urbilder (rationes et exemplaria) der Sinnesobjekte in sich trägt, wobei sie die letzteren gewissermaßen sogar selbst erzeugt. Vom Oberen ist sie abhängig, nach unten ist sie ordnend und schöpferisch tätig; vom Höchsten zum Niedersten ist ihr alles zugänglich. Die Dinge kommen ihr nicht nur zu, sondern werden auch von ihr konstituiert. So ist sie die Mitte des Universums und das Band aller Dinge. Mit den Aufgaben, die ihr durch diese Stellung und Funktion zufallen, gewinnt sie eine dynamische Qualität.

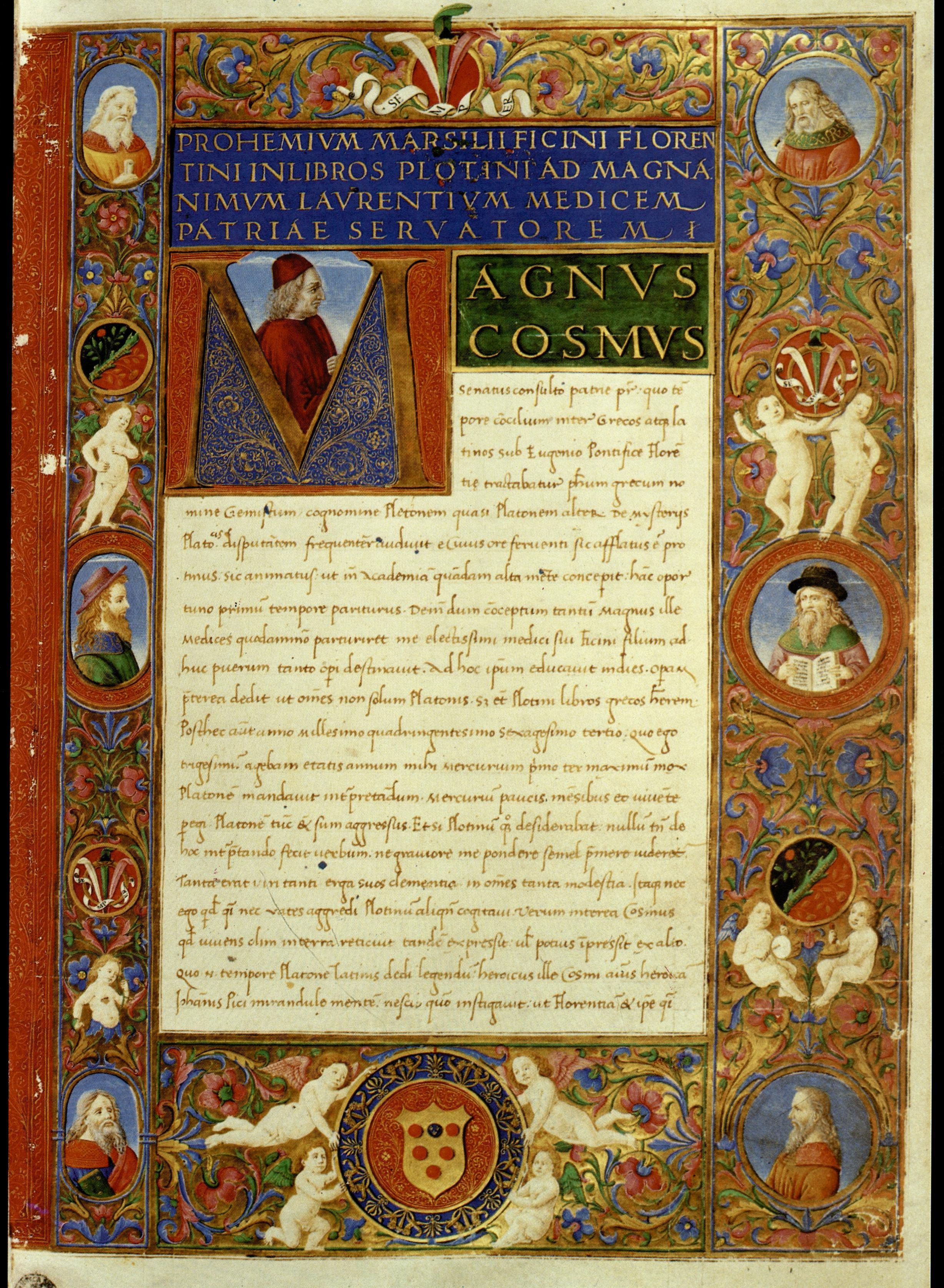
Der Anfang von Ficinos Vorrede zu seiner lateinischen Übersetzung von Plotins Enneaden im Widmungsexemplar für Lorenzo il Magnifico. Handschrift Florenz, Biblioteca Medicea Laurenziana, Plut. 82.10, fol. 3r. Buchmalerei von Attavante degli Attavanti

Das Ziel der Seele besteht nach Ficinos Überzeugung, die er mit Plotin teilt, darin, in den geistigen, göttlichen Bereich aufzusteigen und letztlich „Gott zu werden“. Den Intellekt und den Willen betrachtet er als die beiden Flügel, mit denen die Seele sich emporschwingt. Er meint, dieses Streben sei dem Menschen so natürlich wie den Vögeln das Bestreben zu fliegen. Allerdings könne der Mensch das Ziel nicht mit eigenen Mitteln erreichen, sondern benötige dazu göttliche Hilfe. Ein Unterschied zu Plotin liegt darin, dass Ficino dem menschlichen Intellekt mehr zutraut als der antike Grieche. Während sich für Plotin die Erfassung des Einen, das die christlichen Neuplatoniker mit dem biblischen Gott identifizieren, jenseits des Denkens abspielt, da das Eine dem Denken unzugänglich sei, meint Ficino, dass philosophisches Denken Gott zu erreichen vermöge, wenn auch nicht in vollkommener Weise. Er unterscheidet die Gotteserkenntnis nicht prinzipiell von anderen Erkenntnisakten.
Voraussetzung für den Aufstieg der Seele und ihre Vergöttlichung ist ein Reinigungsprozess, in dem sie sich schrittweise von den sinnlich-materiellen Einwirkungen befreit. Die oberste Stufe dieses Reinigungsvorgangs wird ausschließlich durch göttliche Gnade erreicht; äußere Werke und Verdienste sind dabei belanglos.

### Wille und platonische Liebe
Eine weit wesentlichere Rolle als dem Denken weist Ficino der Liebe und dem Willen zu. Die Liebe betrachtet er als einen Affekt des Willens. Er argumentiert, das Denken erfasse seinen Gegenstand auf die vorstellende Weise des Denkens, der Wille hingegen versetze sich in den Gegenstand, erfasse ihn so auf die Weise des Gegenstandes selbst und erreiche ihn somit besser. Diese voluntaristische Position, die einen Vorrang des Willens vor dem Intellekt annimmt, hat Ficino allerdings erst im Lauf seiner philosophischen Entwicklung, von einem ursprünglichen Intellektualismus ausgehend, herausgearbeitet. In einer späteren Phase änderte er seine Auffassung erneut und versuchte den Willen als Entäußerungsform und Wirkweise des Intellekts zu begreifen.
In der Liebe sieht er – auch darin der platonischen Tradition folgend – die maßgebliche Triebkraft für den Aufstieg der Seele zu Gott. Diese Funktion der Liebe ist gemeint, wenn er von der „sokratischen“ oder (seltener) von der „platonischen“ Liebe schreibt. Auf diesen von Ficino popularisierten Begriff geht der moderne, trivialisierte Ausdruck „platonische Liebe“ zurück, der jedoch mit dem von Platon und Ficino Gemeinten nur noch entfernte Ähnlichkeit hat. Ficino ist der Meinung, dass die Liebe der Menschen sich stets auf das Göttliche richte und daher auch Liebe zu einem Menschen auf das Göttliche in diesem Menschen und damit letztlich auf Gott abziele. Von der antiken neuplatonischen Sichtweise weicht er darin fundamental ab, dass bei ihm die Liebe nicht ausschließlich ein Streben des Niederen zum Höheren ist, sondern es auch eine Liebe des Höheren zum Niederen, Gottes zur Welt gibt. In diesem Sinne deutet Ficino die Schöpfung als Akt des göttlichen Willens, in dem die Liebe Gottes aus sich heraustritt und sich mitteilt, wie es dem Wesen der Liebe generell entspricht. Diese Selbstentäußerung Gottes, die die Geschöpfe hervorbringt, führt zu einem kreisförmigen Bewegungsablauf, an dessen Ende die Geschöpfe zu ihrem göttlichen Grund zurückgeführt werden, womit dann auch die göttliche Liebe zu sich selbst zurückkehrt. Einer traditionellen pythagoreisch-neuplatonischen Auffassung folgend verleiht Ficino der Liebe eine kosmische Dimension, indem er sie zur im ganzen Weltall herrschenden Macht erklärt. Er behauptet, kein Teil der Schöpfung könne einem anderen feindlich sein, und sogar wenn Lebewesen andere vernichten (etwa zum Zweck der eigenen Ernährung), sei das Motiv dazu nicht Feindseligkeit, sondern Eigenliebe. Das Schlechte hält er für nur scheinbar existierend; er betrachtet es als bloßen Mangel, als Einschränkung eines bestimmten Guten infolge mangelhafter Teilhabe eines „schlecht“ scheinenden Dings an diesem. Demnach ist alles Existierende an sich und ursprünglich gut, und nichts Vorhandenes ist überflüssig oder nichtig. Der menschliche Wille ist stets auf das Gute gerichtet; allerdings zielt er nicht immer auf das Beste, denn manchmal gibt er irrigerweise untergeordneten Gütern den Vorzug.

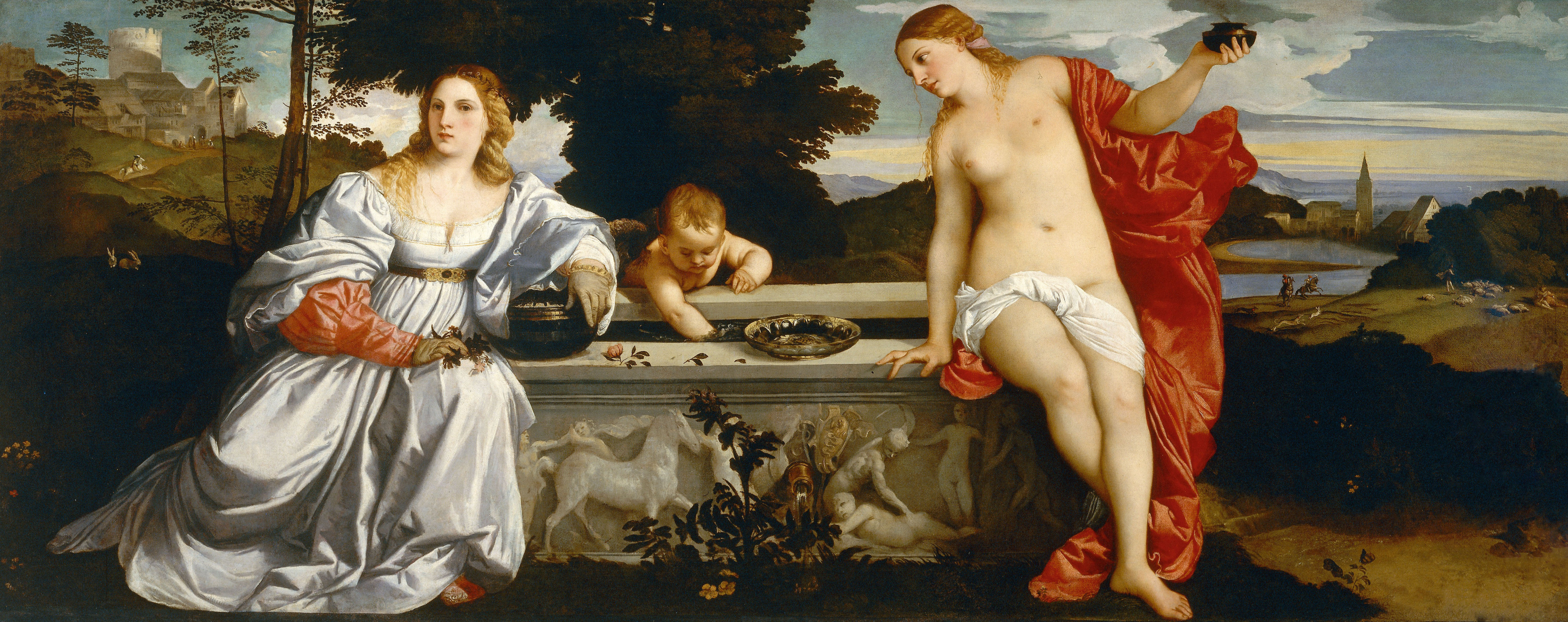
Himmlische und irdische Liebe. Gemälde von Tizian, um 1515, Galleria Borghese, Rom

In sein Liebeskonzept bezieht Ficino auch ausdrücklich den Eros ein, der sich auf irdische, körperliche Schönheit richtet. Damit knüpft er als Humanist an das antike Schönheitsstreben an. Obwohl er in der Erotik Gefahren sieht, ist ihm das prinzipielle mittelalterliche Misstrauen gegenüber der Schönheit in der Sinnenwelt als einer Ablenkung von Gott fremd. Vielmehr hält er auch die Wertschätzung solcher Schönheit für einen Weg zu Gott, denn man könne von der körperlichen Schönheit zur geistigen fortschreiten, die in Tugend und Weisheit bestehe, und von dort wiederum zu höheren Stufen gelangen. Sein Verständnis erotischer Beziehungen ist von der provenzalischen und toskanischen Liebeslyrik beeinflusst, besonders von Guido Cavalcanti (dolce stil nuovo), dessen Nachkomme Giovanni Cavalcanti, der ebenfalls Dichter war, zum engsten Freundeskreis Ficinos gehörte. Guido Cavalcantis pessimistische, naturalistische Liebestheorie ergänzt Ficino, indem er der irdischen Liebe, die der Dichter schildert und analysiert, eine im platonischen Sinne aufgefasste himmlische an die Seite stellt. Cavalcantis Deutung einer auf irdische Ziele beschränkten Erotik als Krankheit und Trübung des Verstandes stimmt er zu. Seiner Auffassung zufolge entsteht aber analog zum sinnlichen Begehren ein geistiges Liebesstreben im Willen, das „dem Geschäft des Körpers gänzlich fremd“ ist. Beide beginnen mit dem Blick („Jede Liebe hat ihren Ursprung im Anblick“), führen dann aber in unterschiedliche Richtungen.

### Theorie der Schönheit und der Kunst
Nach Ficinos Theorie zeigt sich göttliche Schönheit im Bereich des sinnlich Wahrnehmbaren meistens und am eindrücklichsten als Harmonie (concinnitas) von Einzelteilen des Zusammengesetzten, also als Wohlproportioniertheit einer menschlichen Gestalt, als harmonische Verbindung von Farben und Konturen oder als musikalischer Wohlklang durch Zusammenklang mehrerer Stimmen.
Ein schon von Plotin vorgebrachter Einwand gegen diese Überlegung besteht darin, dass eine als Harmonie der Teile definierte Schönheit nicht im Einfachen vorhanden sein kann. Somit kann sie nicht göttlichen Ursprungs sein, da das Göttliche sich vor allem durch Einfachheit auszeichnet und Teile nur in der Vielheit bestehen können. Daher definiert Plotin Schönheit nicht als Harmonie der Teile, sondern schreibt auch und sogar in erster Linie dem nicht Zusammengesetzten Schönheit zu. Ficino, der die Schönheit im Bereich des sinnlich Wahrnehmbaren primär als Harmonie auffasst, sucht einen anderen Ausweg aus diesem Dilemma. Er hält die Schönheit grundsätzlich für etwas, was nicht den Sinneseindrücken entnommen wird, sondern was der menschliche Geist selbst erzeugt, indem er sich von der sinnlichen Wahrnehmung dazu anregen lässt, sich seiner eigenen unkörperlichen Schönheit zuzuwenden. Durch das Zusammenwirken von Phantasie und Erinnerungsvermögen sei die Seele in der Lage, sich von einer Nachahmung der Sinnesobjekte zu emanzipieren und vollendetere Schönheit zu erschaffen als diejenige, welche sie in der Außenwelt vorfindet. Die Schönheit des Kosmos ist für Ficino der „Glanz des Guten“ (Gottes), der im Betrachter das Streben nach Vereinigung mit dem Guten auslöst. Nach seiner Überzeugung kann man, da das Gute sich in der Schönheit zeigt, nur über das Schöne Zugang zur Erkenntnis des Guten erlangen. Dabei spielt zwar die Phantasie anfänglich eine wichtige Rolle, doch ist sie wegen ihrer Verworrenheit und ihrer Bindung an empfangene Sinneseindrücke für die höhere Erkenntnis und die Gottesschau ungeeignet.
Die Aufgabe des Schönen, die Seele zu Gott hinzuleiten, sieht Ficino besonders auch in der Kunst erfüllt. Vom Künstler verlangt er Orientierung an der platonischen Idee, die dem jeweiligen Kunstwerk zugrunde liege. Der Künstler brauche sich nicht auf eine Abbildung der sichtbaren Natur zu beschränken, sondern könne den Schöpfer nachahmen, die Werke der Natur mit seinen Erzeugnissen verbessern und vollenden und damit in seiner Arbeit das Naturgegebene übertreffen. Dies geschehe durch den Rückgriff auf die Idee, die auch den Naturdingen zugrunde liege, von diesen Werken der „niederen Natur“ aber auf weniger vollkommene Weise ausgedrückt werde als von einem Kunstwerk, dessen Urheber unmittelbaren geistigen Zugang zu der Idee habe.

## Rezeption

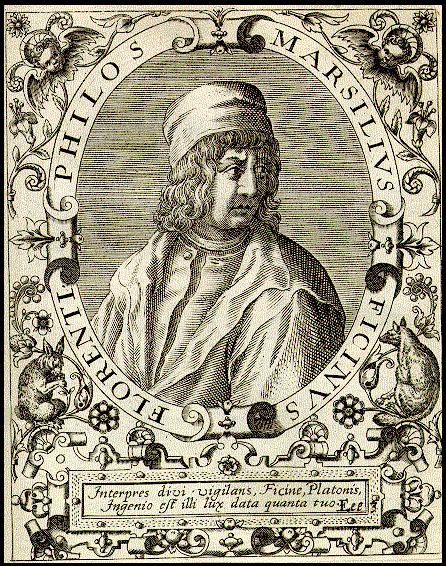
Ficino in Jean-Jacques Boissards Bibliotheca chalcographica, 1669

Unter seinen humanistischen Zeitgenossen erfreute sich Ficino hohen Ansehens. Zu seinen Bewunderern gehörten Johannes Reuchlin, der ihn in Florenz besuchte, und Jacques Lefèvre d’Étaples. Er galt als der führende Platoniker seiner Zeit, und sein nachhaltiger Einfluss bewirkte, dass auch in den folgenden Generationen das Platonbild neuplatonisch geprägt blieb. Von seinen Schülern trug besonders Francesco Cattani da Diacceto († 1522) zum Fortleben seines Gedankenguts bei. Giovanni Corsi (1472–1547), ein Schüler Diaccetos (nicht Ficinos), schrieb 1506 eine lateinische Ficino-Biographie. Ein bissiger Gegner Ficinos war jedoch der Dichter Luigi Pulci, der ihn in Sonetten zur Zielscheibe seines Spottes machte. Paracelsus spendete Ficinos Leistung als medizinischer Autor höchstes Lob, indem er ihm unter den Ärzten Italiens den ersten Rang zubilligte. Giordano Bruno entnahm Ficinos Werken zahlreiche Anregungen.

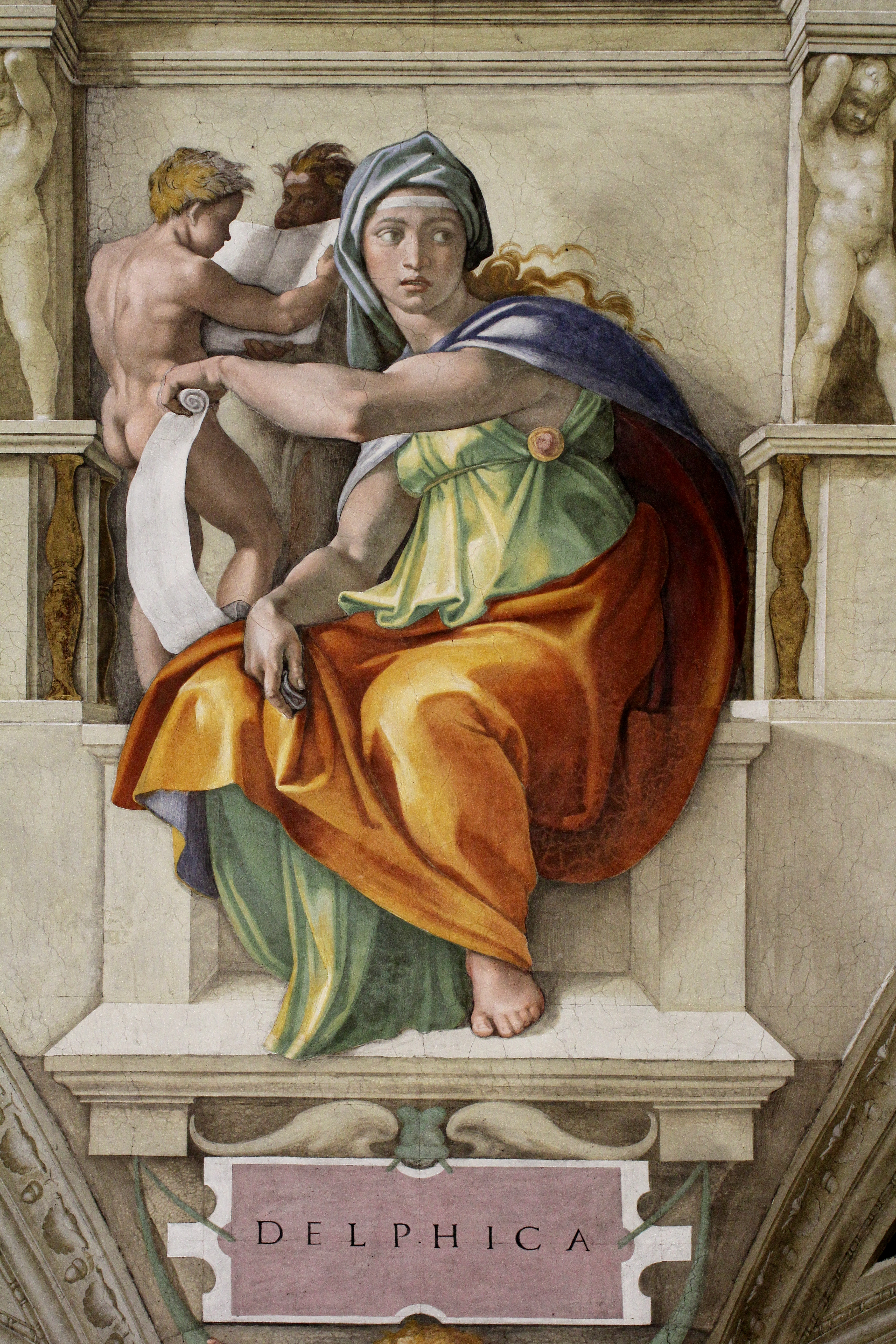
Die Sibylle von Delphi in Michelangelos Deckengemälde in der Sixtinischen Kapelle

Im Bildprogramm des Deckengemäldes der Sixtinischen Kapelle werden von verschiedenen Wissenschaftlern Einflüsse Ficinos ausgemacht. Michelangelo hatte ihn in seiner Jugend in Florenz wohl persönlich kennengelernt, sein theologischer Berater war der Generalprior des Augustinerordens Aegidius de Viterbo, ein Anhänger des christlichen Neuplatonismus, wie Ficino ihn lehrte. Mit der Abbildung von heidnischen Sibyllen, gleichberechtigt mit den alttestamentlichen Propheten, habe Michelangelo im Sinne der philosophia perennis zum Ausdruck bringen wollen, dass das Christentum die Erfüllung sowohl der altisraelischen als auch der griechischen Weissagungen gebracht habe. Die einzelnen Tableaus stünden dann für den Aufstieg der in Leiblichkeit und Laster befangenen menschlichen Seele zurück zu ihrem göttlichen Ursprung, von der Trunkenheit Noahs, der Sintflut und dem Sündenfall über die die Gottebenbildlichkeit betonende Erschaffung Adams bis zur Scheidung des Lichts von der Finsternis am ersten Tag.
In Frankreich wurde Ficino im Umkreis der Königin Margarete von Navarra geschätzt, und auch bei Jean Bodin und bei der Dichtergruppe La Pléiade fand seine Philosophie Anklang. 1561 und 1576 erschienen in Basel Gesamtausgaben seiner Werke, 1641 wurde eine weitere in Paris gedruckt; alle drei sind fehlerhaft und unvollständig.
Für die „Cambridger Platoniker“ des 17. Jahrhunderts, darunter Henry More, gehörten Ficinos Ideen zu den Grundlagen ihres Weltbilds. Leibniz hingegen kritisierte die neuplatonische Tradition, namentlich Plotin und Ficino; er meinte, diese Richtung befasse sich mit wirklichkeitsfremder theologischer Spekulation.
Als die wissenschaftliche Forschung zu Beginn der Moderne scharf zwischen der ursprünglichen Lehre Platons und der späteren Fortentwicklung des Platonismus zu unterscheiden begann, wurde Ficino nicht mehr als getreuer Interpret Platons wahrgenommen. Damit rückte zunehmend seine Bedeutung als eigenständiger Denker ins Blickfeld. Im 20. Jahrhundert war Paul Oskar Kristeller der führende Ficino-Forscher; mit zahlreichen Veröffentlichungen schuf er die Grundlage für das moderne Verständnis von Ficinos Leben, Werk und Nachwirkung. Einen wesentlichen Beitrag leistete auch James Hankins, dessen Forschungen Ficinos Verhältnis zu seinen vielen Gesprächs- und Korrespondenzpartnern, Freunden und Schülern erhellen.

## Textausgaben und Übersetzungen
Sammlungen

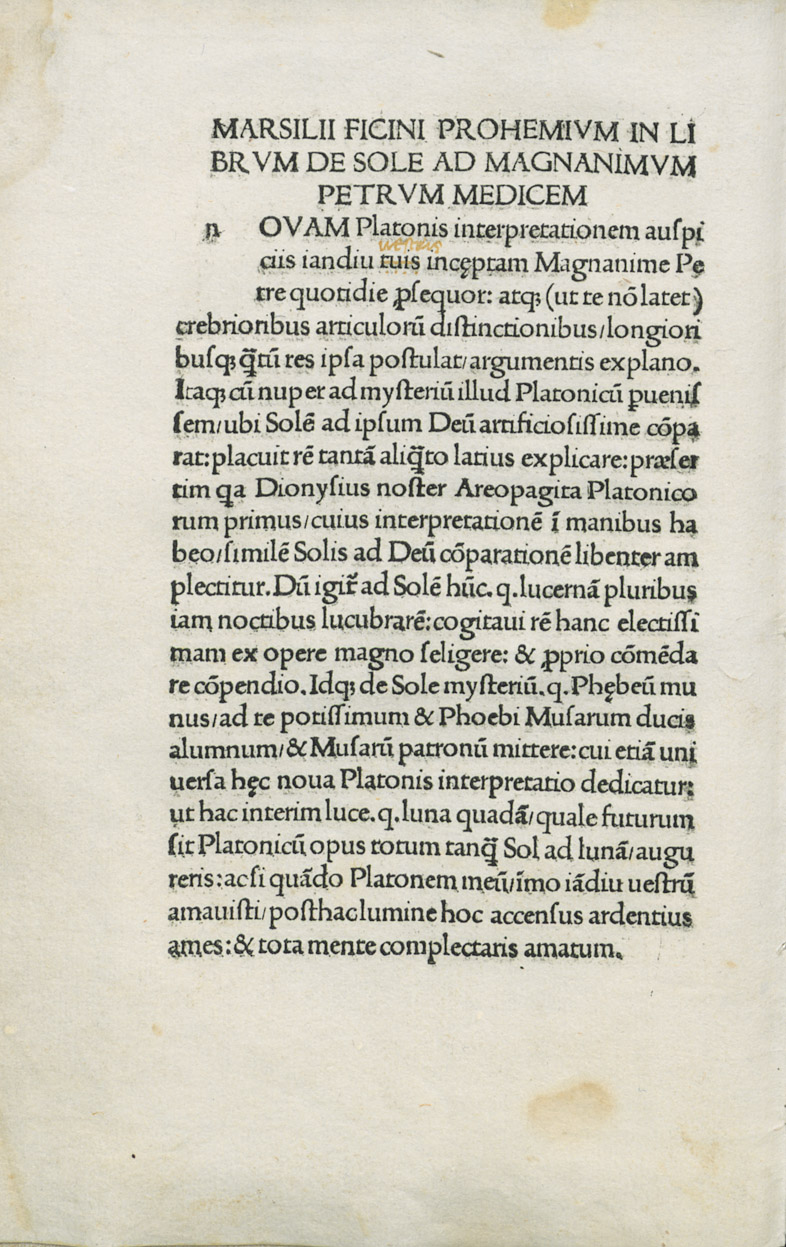
De sole, 1493

- Marsilio Ficino: Opera qui hactenus extitere. Band 1. Henricus Petrus, Basel 1561.
- Marsilio Ficino: Opera omnia (= Monumenta Politica et Philosophica Rariora. Folge I, Band 7–8). 2 Bände (Band 1 in zwei Teilen). Bottega d’Erasmo, Turin 1959–1962 (Nachdruck der Gesamtausgabe Basel 1576).
- Paul Oskar Kristeller (Hrsg.): Supplementum Ficinianum. Marsilii Ficini Florentini philosophi Platonici opuscula inedita et dispersa. 2 Bände. Olschki, Florenz 1973 (Nachdruck der Ausgabe Florenz 1937; kritische Edition von Quellentexten sowie in den älteren Gesamtausgaben nicht enthaltener Werke Ficinos)
- Eugenio Garin (Hrsg.): Prosatori latini del quattrocento. Ricciardi, Mailand 1952 (enthält S. 927–1009 Marsilio Ficino: De raptu Pauli und De sole, lateinischer Text und italienische Übersetzung)
- Elisabeth Blum, Paul Richard Blum, Thomas Leinkauf (Hrsg.): Marsilio Ficino: Traktate zur Platonischen Philosophie. Akademie Verlag, Berlin 1993, ISBN 3-05-002362-7 (lateinischer Text und deutsche Übersetzung von: Argumentum in Platonicam theologiam, Compendium Platonicae theologiae, Quaestiones quinque de mente, Quid est felicitas, quod habet gradus, quod est eterna)

Platonkommentare
- Arthur Farndell: Gardens of Philosophy. Ficino on Plato. Shepheard-Walwyn, London 2006, ISBN 978-0-85683-240-6 (englische Übersetzung von Ficinos zusammenfassenden Einleitungen zu Dialogen Platons und Kurzkommentaren zu Platon zugeschriebenen Briefen).
- Pierre Laurens (Hrsg.): Marsile Ficin: Commentaire sur le Banquet de Platon, De l’amour. Commentarium in convivium Platonis, De amore. Les Belles Lettres, Paris 2002, ISBN 2-251-34459-4 (kritische Edition des Symposion-Kommentars auf der Basis des Autographs, mit französischer Übersetzung).
- Paul Richard Blum (Hrsg.): Marsilio Ficino: Über die Liebe oder Platons Gastmahl. Meiner Verlag, Hamburg 2004, ISBN 3-7873-1670-1 (unkritische Ausgabe des lateinischen Textes mit der 1914 angefertigten deutschen Übersetzung von Karl Paul Hasse).
- Sandra Niccoli (Hrsg.): Marsilio Ficino: El Libro dell’ Amore. Olschki, Florenz 1987, ISBN 88-222-3518-5 (kritische Edition von Ficinos italienischer Fassung seines Symposion-Kommentars).
- Michael J. B. Allen (Hrsg.): Marsilio Ficino: Commentaries on Plato. Band 1: Phaedrus and Ion. Harvard University Press, Cambridge (Massachusetts) 2008, ISBN 978-0-674-03119-7 (kritische Edition mit englischer Übersetzung).
- Maude Vanhaelen (Hrsg.): Marsilio Ficino: Commentaries on Plato. Band 2: Parmenides. 2 Teile. Harvard University Press, Cambridge (Massachusetts) 2012, ISBN 978-0-674-03119-7 für Teil 1, ISBN 978-0-674-06472-0 für Teil 2 (lateinischer Text und englische Übersetzung).
- Michael J. B. Allen (Hrsg.): Marsilio Ficino: The Philebus Commentary. University of California Press, Berkeley 1975, ISBN 0-520-02503-2 (kritische Edition von Ficinos Kommentar zu Platons Philebos mit englischer Übersetzung).
- Michael J. B. Allen: Icastes: Marsilio Ficino’s Interpretation of Plato’s Sophist. University of California Press, Berkeley 1989, ISBN 0-520-06419-4 (enthält S. 211–287 eine kritische Edition von Ficinos Kommentar zu Platons Sophistes mit englischer Übersetzung).
- Michael J. B. Allen (Hrsg.): Nuptial Arithmetic. Marsilio Ficino’s Commentary on the Fatal Number in Book VIII of Plato’s Republic. University of California Press, Berkeley 1994, ISBN 0-520-08143-9 (enthält S. 147–254 eine kritische Edition von Ficinos lateinischer Übersetzung eines Abschnitts des 8. Buchs von Platons Politeia und seines Kommentars dazu, mit englischer Übersetzung).

Theologia Platonica
- Michael J. B. Allen, James Hankins (Hrsg.): Marsilio Ficino: Platonic Theology. 6 Bände. Harvard University Press, Cambridge (Mass.) 2001–2006 (kritische Edition mit englischer Übersetzung).
- Raymond Marcel (Hrsg.): Marsile Ficin: Théologie Platonicienne de l’immortalité des âmes. 3 Bände. Les Belles Lettres, Paris 1964–1970 (kritische Edition mit französischer Übersetzung).

Plotinkommentar
- Stephen Gersh (Hrsg.): Marsilio Ficino: Commentary on Plotinus. Harvard University Press, Cambridge (Mass.) 2017 ff. (kritische Edition mit englischer Übersetzung und Untersuchung; bisher erschienen: Band 4, 2017 und Band 5, 2018).
- Peter Riemer, Clemens Zintzen (Hrsg.): Marsilio Ficino, In Plotinum - Plotinkommentar. 3 Bände, Georg Olms, Hildesheim 2020 (kritische Edition mit deutscher Übersetzung).

Briefe
- Sebastiano Gentile (Hrsg.): Marsilio Ficino: Lettere. Olschki, Florenz (kritische Edition)
  - Band 1: Epistolarum familiarium liber I. 1990.
  - Band 2: Epistolarum familiarium liber II. 2010.
- The Letters of Marsilio Ficino. Translated from the Latin by members of the Language Department of the School of Economic Science, London. Shepheard-Walwyn, London 1975 ff. (bisher 8 Bände erschienen)
- Karl von Montoriola: Briefe des Mediceerkreises aus Marsilio Ficino’s Epistolarium. Axel Juncker Verlag, Berlin 1926 (Briefe von und an Ficino in deutscher Übersetzung)

De vita
- De triplici vita. 1. Buch. In erster deutscher Übersetzung von Johannes Adelphus. Straßburg 1505.
- Marsilio Ficino: De vita libri tres. Venedig 1548.
- Carol V. Kaske, John R. Clark (Hrsg.): Marsilio Ficino: Three Books on Life. State University of New York at Binghamton, Binghamton 1989 (kritische Edition mit englischer Übersetzung).
- Dieter Benesch (Hrsg.): Marsilio Ficino’s „De triplici vita“ (Florenz 1489) in deutschen Bearbeitungen und Übersetzungen. Edition des Codex palatinus germanicus 730 und 452. Peter Lang, Frankfurt am Main 1977, ISBN 3-261-02219-1.
- Thierry Gontier (Hrsg.): Marsile Ficin: Les trois livres de la vie. Fayard, Paris 2000, ISBN 2-213-60692-7 (Neuausgabe der französischen Übersetzung von Guy Le Fèvre de La Boderie, Paris 1582).
- Martin Plessner, Felix Klein-Franke (Hrsg.): Marsilius Ficinus: De vita libri tres. Olms, Hildesheim/New York 1978, ISBN 3-487-06354-9 (Nachdruck der Ausgabe Venedig 1498 mit kritischem Apparat und erklärenden Anmerkungen).

Consiglio contro la pestilenzia
- Enrico Musacchio (Hrsg.): Marsilio Ficino: Consilio contro la pestilenzia. Cappelli, Bologna 1983.
- Lateinische Übersetzung: H. Riccius: Epidemiarum antidotus.

De voluptate
- Piero Cigada: Marsilio Ficino: Il libro del piacere. Apologhi sulla voluttà. 2 Bände. Philobyblon, Mailand 1991 (italienische Übersetzung von Ficinos Schrift De voluptate, „Über die Lust“).

Übersetzungen von und Kommentare zu Schriften des (Pseudo-)Dionysius Areopagita
- Michael J. B. Allen (Hrsg.): Marsilio Ficino: On Dionysius the Areopagite. 2 Bände. Harvard University Press, Cambridge (Massachusetts) 2015, ISBN 978-0-674-05835-4 für Band 1, ISBN 978-0-674-74379-3 für Band 2 (lateinischer Text und englische Übersetzung)

Wörterbuch
- Rosario Pintaudi (Hrsg.): Marsilio Ficino: Lessico greco-latino. Laur. Ashb. 1439. Edizioni dell’Ateneo & Bizzarri, Rom 1977 (kritische Edition eines von Ficino angelegten griechisch-lateinischen Wörterbuchs).